# Andreas Buchner
Andreas Buchner (Kösching, 15 mei 1985) is een Duitse voetballer (middenvelder) die sinds 2005 voor de Duitse tweedeklasser FC Ingolstadt 04 uitkomt. 